# Frittella di fiori di zucca
Le frittelle di fiori di zucca, conosciute anche come frittelle di ciurilli o sciurilli, sono una ricetta tipica della cucina romagnola, laziale, campana, calabrese e lucana, che vede impiegato il fiore della zucca
.

## Preparazione
Il fiore delicatamente viene privato del pistillo, e in una ciotola viene messa farina, acqua tiepida, e lievito di birra. Dopo aver mescolato, si immergono i fiori e si aspetta che l'impasto lieviti un paio d'ore. Secondo altre ricette regionali i fiori si immergono in una pastella di farina, uovo, e acqua o birra. Quindi si porta a temperatura l'olio e vi si immergono delicatamente i fiori pastellati, stando attenti che non si attacchino fra di loro. Appena dorati si prelevano e si pongono su carta assorbente, così da togliere l'olio in eccesso. Si possono anche cucinare con delle spezie così da insaporirli.